# قصص القط
حكايات القط (بالفرنسية: Les contes du chat perché)‏ هي سلسلة من الحكايات التي كتبها مارسيل أيميه ونشرت بين أعوام 1934 و1946.

## تقديم
المؤلف يتبنى وجهة نظر من الشخصيات الرئيسية، دلفين ومارينيت، صغيرتان في سن المدرسة الفتيات تعيش في مزرعة مع والديهم والحيوانات لديها هبة في الكلام. هن والحيوانات متواطئين ضد الكبار، والديهم على وجه الخصوص. هذا الأخير يمثل النمطية الريفية «خشنة بعض الشيء»، ليست الأشرار يحبون بناتهم، ولكن تعاملهم معهن فيه بعض القسوة لا معنى له مع الحيوانات التي تعتبرها وجهة نظر نفعية بحتة، على النقيض من الفتيات من التواصل معهم كما هو الحال مع الأشخاص. مارسيل أيميه ذكر أن هذه الحكايات كتبت «للأطفال الذين تتراوح أعمارهم بين 4 إلى 75 عاما»

## تقسيم القصة
قسمت القصة في دار نشر فوليو جونيور إلى جزئين:
- قصص القط الحمراء[2]
- قصص القط الزرقاء[3]